# جایزه فیلم ورزشی نیکان
جوایز فیلم‌های ورزشی نیکان (به ژاپنی: 日刊スポーツ映画大賞 Nikkan Supōtsu Eiga Taishō) جوایز فیلم‌های برتر است که توسط نیکان اسپورتس برگزیده و اهدا می‌شود.